# UCI Oceania Tour 2011

Logo de la Unió Ciclista Internacional

L'UCI Oceania Tour 2011 és la setena edició de l'UCI Oceania Tour, un dels cinc circuits continentals de ciclisme de la Unió Ciclista Internacional. Està format sols per tres proves, organitzades entre el 26 de gener i el 20 de març de 2011 a Oceania. En aquesta edició el Herald Sun Tour i el Tour de Southland no formen part del programa.
La victòria fou per l'australià Richard Lang.

## Calendari de les proves

### Gener de 2011
| Data  | Cursa              | Cat. | Vencedor       | Equip       |
| ----- | ------------------ | ---- | -------------- | ----------- |
| 26-30 | Tour de Wellington | 2.2  | George Bennett | Cardno Team |

### Març de 2011
| Data | Cursa                                 | Cat. | Vencedor         | Equip     |
| ---- | ------------------------------------- | ---- | ---------------- | --------- |
| 13   | Campionat d'Oceania de contrarellotge | CC   | William Dickeson | Austràlia |
| 15   | Campionat d'Oceania en ruta           | CC   | Ryan Obst        | Austràlia |

## Classificacions finals
| Pos | Ciclista                 | Equip                   | Punts |
| --- | ------------------------ | ----------------------- | ----- |
| 1.  | Richard Lang (AUS) *     | Team Jayco-AIS          | 100   |
| 2.  | Nathan Haas (AUS) *      | Genesys Wealth Advisers | 74    |
| 3.  | George Bennett (NZL) *   | Trek Livestrong sub-23  | 53    |
| 4.  | Damien Howson (AUS) *    | Team Jayco-AIS          | 46    |
| 5.  | Nathan Earle (AUS)       | Genesys Wealth Advisers | 41    |
| 6.  | Stuart Smith (AUS) *     | -                       | 40    |
| 7.  | James Williamson (NZL) * | PureBlack Racing        | 36    |
| 8.  | Patrick Lane (AUS) *     | Team Jayco-AIS          | 30    |
| 9.  | Luke Davison (AUS) *     | Budget Forklifts        | 25    |
| 10. | Bernard Sulzberger (AUS) | V Australia             | 24    |

| Pos | Equip                   | País         | Punts |
| --- | ----------------------- | ------------ | ----- |
| 1.  | Team Jayco-AIS          | Austràlia    | 218   |
| 2.  | Genesys Wealth Advisers | Austràlia    | 131   |
| 3.  | Trek Livestrong sub-23  | Estats Units | 65    |
| 4.  | PureBlack Racing        | Nova Zelanda | 62    |
| 5.  | Drapac                  | Austràlia    | 43    |
| 6.  | Team Budget Forklifts   | Austràlia    | 32    |
| 7.  | V Australia             | Austràlia    | 30    |
| 8.  | Jelly Belly Cycling     | Estats Units | 20    |
| 9.  | Manisaspor Cycling Team | Turquia      | 18    |
| 10. | Subway Cycling Team     | Nova Zelanda | 8     |

| Pos | País         | Punts |
| --- | ------------ | ----- |
| 1.  | Austràlia    | 719   |
| 2.  | Nova Zelanda | 399   |

| Pos | País         | Punts |
| --- | ------------ | ----- |
| 1.  | Austràlia    | 546   |
| 2.  | Nova Zelanda | 209   |